# Antonio Caramelo

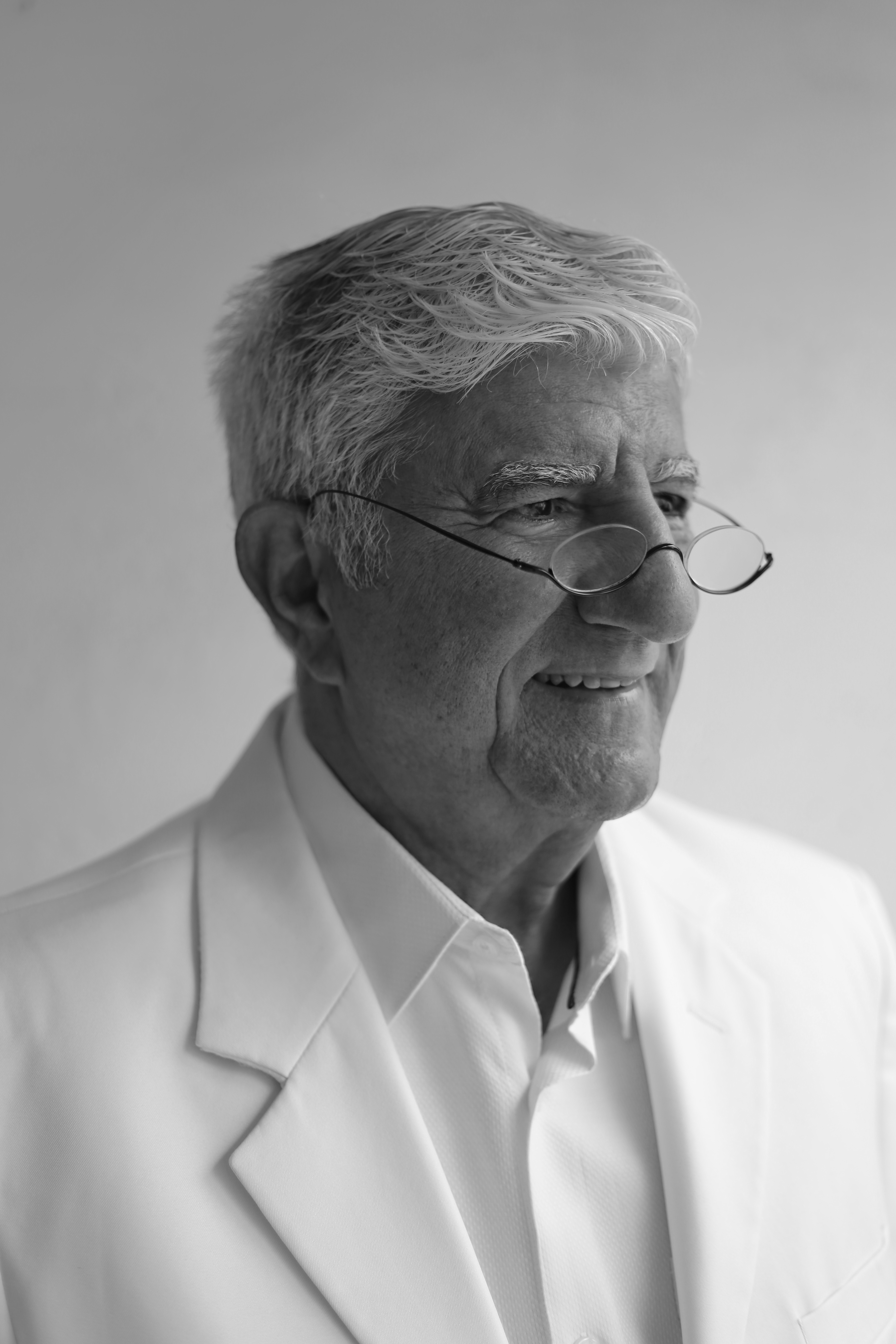
Antonio Caramelo em fotografia de agosto de 2019

Antonio Caramelo (13 de junho de 1947), arquiteto brasileiro, baiano, desenvolveu projetos pioneiros e relevantes para a arquitetura brasileira, principalmente para o desenvolvimento das regiões do Norte–Nordeste, onde contribuiu com obras como o 1º Loteamento infra-estruturado do Norte–Nordeste, 1º Centro distribuidor industrial não poluente do Nordeste; 1º Cemitério Park, incluindo 1º Ossuário e 1º Crematório do Norte–Nordeste, entre outros.

## Vida
Antonio Caramelo Vasques, brasileiro, casado, formado pela Faculdade de Arquitetura da Universidade Federal da Bahia (UFBA) em 13/01/73, tem sua formação fundamentada na prática profissional, Sócio da Ronald Lago Construções (1974/1976), Sócio fundador e Diretor técnico da Sergio Aníbal Empreendimentos Imobiliários (1982/1985), Sócio fundador e Diretor da Caramelo Arquitetos Associados (1973 - até a presente data), assim como fundador da Associação dos Dirigentes de Escritórios de Arquitetura da Bahia (ADEA), tem atuado ao longo dos seus 40 anos de arquitetura nas mais diversas áreas.
Optou definitivamente pela atuação na área de projetos arquitetônicos em 1976, tendo se destacado em premiações e concursos, e também como prestação de serviços nas áreas de planejamento urbano e projetos, com atuação predominantemente em Salvador, com participação em outras cidades como: Manaus, Belém, Cuiabá, Campo Grande, Fortaleza, Aracaju, Recife, Belo Horizonte, Uberlândia, Goiânia, Brasília, São Paulo, Ribeirão Preto, Campinas, São José dos Campos, Londrina e Curitiba.
Dentre seus mais de 1.500 projetos é inegável a influência da arquitetura moderna.  A inquietação projetual marca todas as fases da trajetória do arquiteto. A utilização de novas ferramentas, técnicas e conceitos, sempre inovadores, reflete-se no desenvolvimento de projetos inéditos no Norte–Nordeste como:
1º Loteamento infra-estruturado do Norte–Nordeste - Loteamento Caminho das Árvores;
1º Centro distribuidor industrial não poluente do Nordeste - Porto Seco Pirajá;
1º Cemitério Park, incluindo 1º Ossuário e 1º Crematório do Norte–Nordeste – Jardim da Saudade;
1º Complexo de garagens de transporte do Nordeste;
1º Multiplex do Nordeste – Multiplex Iguatemi.
1º escritório de arquitetura sustentável do Norte–Nordeste, e com o qual será contemplado em breve com o título de 1º empreendimento da Bahia a obter o selo Verde através do Green Building Council (GBC).
“Insisto com meu traço, revelar a ousadia da verdade arquitetônica todos os dias, com o entusiasmo e a certeza de que o amanhã será a soma de tudo que fizermos hoje!” Antonio Caramelo
Alguns trabalhos do escritório foram publicados nas revistas: Projeto - edições: nº 78 (ago/1985), nº 108 (mar/1988), nº 115 (out/1988), nº 207 (abr/1997); A Construção Norte e Nordeste - edição ano XI, nº 135 (ago/1984); Casa Claudia; Casa & Jardim edições - nº 341 (jul/1983), nº 359 (dez/1984), nº 379 (ago/1986) nº 412 (mai/1989); Arquitetura e Construção - edições: ano 03 nº 02 (abr/1988), ano 03 nº 05 (jul/1988), ano 08 nº 07 (jul/1992), ano 09 nº 74 (jun/1993), ano 10 nº 04 (abr/1994); Iluminação Brasil; Projeto Design; AU Arquitetura e Urbanismo - edição ano 12, nº72 (jun-jul/1997);Finestra - edição nº68 (mai/jun 2011), etc.

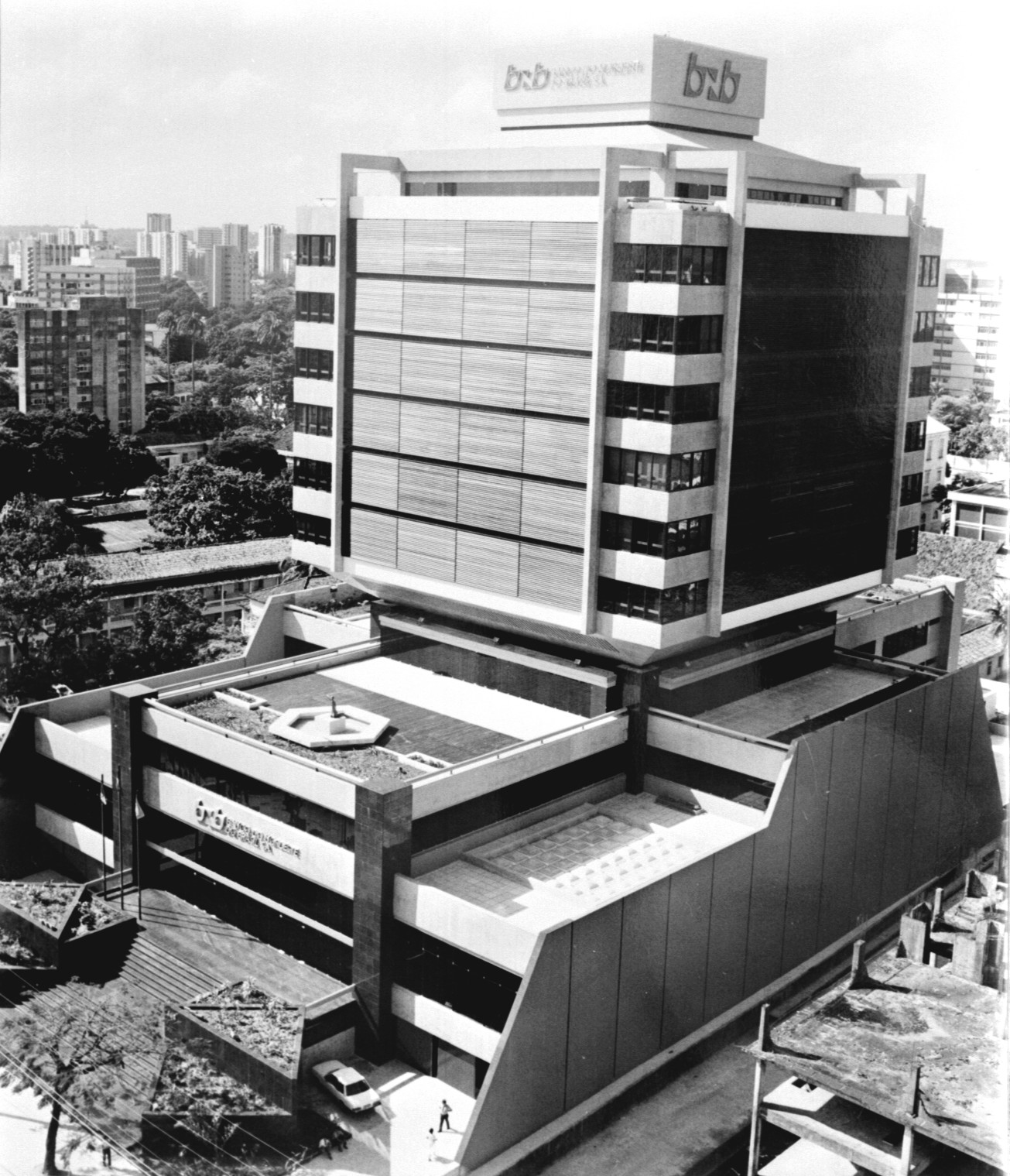
Sede do Banco do Nordeste do Brasil; localizado em Recife-PE.

O escritório também representou a arquitetura brasileira em feiras e exposições internacionais como o Pavilhão Brasileiro na Big 5 em Dubai, a exposição "10.000 World Architects” realizada no congresso UIA 2011 em Tóquio no Japão e a exposição "100 architects of the year 2012" realizada pelo Instituto Coreano de Arquitetos (KIA) em Daijun, Coreia do Sul .

## Principais Projetos
- Sede do Banco do Nordeste do Brasil - Projeto vencedor do concurso Agência Central do Banco do Nordeste em Recife-PE - Janeiro de 1980.
- 1º loteamento infra-estruturado do Norte–Nordeste - Loteamento Caminho das Árvores - Projeto urbanístico em Salvador-BA.
- 1º Cemitério Park do Norte–Nordeste – Jardim da Saudade - incluindo o 1º Ossuário e 1º Crematório.
- 1º Bairro Cidade de Salvador - BA – Horto Bela Vista.[4] O empreendimento possibilitou a modernização de todo o sistema viário da região e foi vencedor do prêmio ADEMI-BA em 2009.
- 1º Empreendimento sustentável do Norte–Nordeste em sua categoria – Syene Corporate.[5] Certificado pelo selo AQUA e vencedor do prêmio Internacional Americas Property Awards 2010 na categoria comercial.
- Hangar Business Park - O primeiro business park de Salvador-BA [6][7]

- 1º Empreendimento residencial do Nordeste a receber o selo GRAUTEC – Nível 3, conceituação máxima concedida pela Associação Brasileira de Automação Residencial (AURESIDE) - Mansão Luciano Barreto Junior.[8][9]
- Salvador Prime - Condomínio com maior fachada de alumínio composto da América Latina, 40 mil metros quadrados.[10][11]

## Prêmios

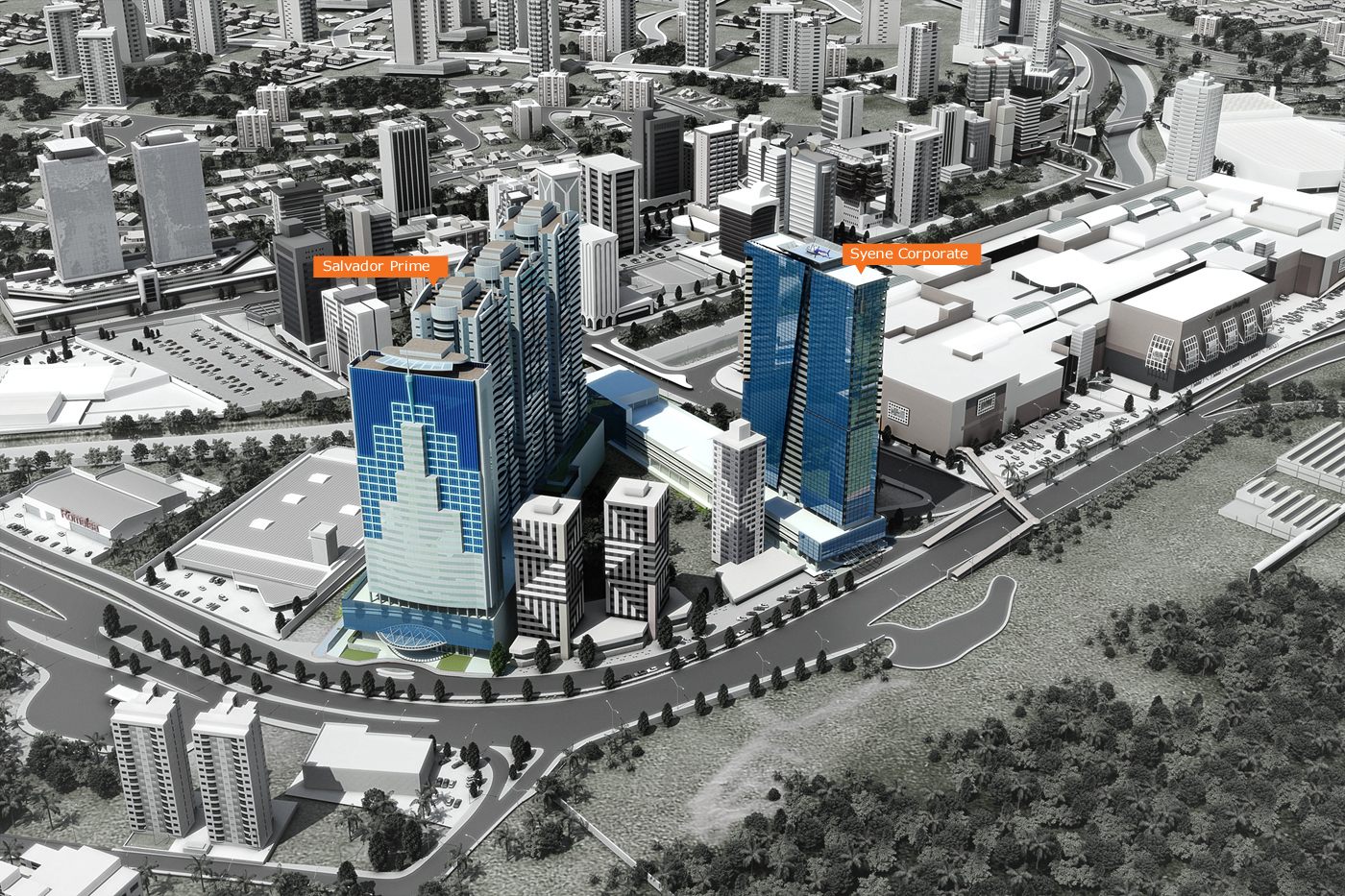
Syene Corporate e Salvador Prime, dois projetos premiados do arquiteto Antonio Caramelo.

Entre os prêmios recebidos por Caramelo, membro da Associação Brasileira dos Escritórios de Arquitetura (AsBEA), destacam-se:
- Premiação Bienal pelo Instituto de Arquitetos do Brasil, departamento da Bahia (IAB-BA).
- Prêmio ADEMI-BA (Associação dos Dirigentes das Empresas do Mercado Imobiliário) 2006. Categoria Arquiteto do Ano.
- Prêmio ADEMI-BA (Associação dos Dirigentes das Empresas do Mercado Imobiliário) 2008. Categoria Arquiteto do Ano.
- Prêmio ADEMI-BA (Associação dos Dirigentes das Empresas do Mercado Imobiliário) 2009. Categoria Arquiteto do Ano.
- Prêmio Top Of Quality 2009 instituído pela O.P.B (Ordem dos Parlamentares do Brasil).
- Prêmio "Dr. Ulysses Guimarães" - Destaque em Arquitetura e Urbanismo 2009 instituído pela O.P.B (Ordem dos Parlamentares do Brasil).
- Prêmio The Bizz 2010, instituído pela WORLDCOB (Confederação Mundial das Empresas).
- Americas Property Awards 2010.[12] [13] [14] Categorias Retail, Mixed Use e Office.
- Prêmio ADEMI-BA (Associação dos Dirigentes das Empresas do Mercado Imobiliário) 2011. Categoria Arquiteto do Ano.[15]
- Prêmio de Sustentabilidade instituído pela O.P.B (Ordem dos Parlamentares do Brasil).
- Prêmio Peak Of Success, conferido pela WORLDCOB (Confederação Mundial das Empresas).
- Prêmio Tile Brasil 2011, outorgado pela Revista Tile Brasil [16].
- Americas Property Awards 2011.[17] [18] Categorias Retail, Mixed Use, Office e Apartment.
- Prêmio ADEMI-BA (Associação dos Dirigentes das Empresas do Mercado Imobiliário) 2012. Categoria Arquiteto do Ano.[19].
- IX Grande Prêmio de Arquitetura Corporativa. Categoria Green Building.[20] [21]
- America's Property Awards 2012. [22] Categorias Multiple Residence e Office.
- Prêmio Asprima Sima 2012.
- Prêmio Tile Brasil 2013, outorgado pela Revista Tile Brasil [23].
- Prêmio Tile Brasil 2014, outorgado pela Revista Tile Brasil.
- XI Grande Prêmio de Arquitetura Corporativa 2014, outorgado pela Editora Flex [24].
- XII Grande Prêmio de Arquitetura Corporativa 2015, outorgado pela Editora Flex. [25].
- America's Property Awards 2013. Categoria Retail e Multiple Residence. [26].
- Prêmio Internacional Tile Brasil 2018, Categoria Fachada - Bronze
- Prêmio Internacional Tile Brasil 2023, Categoria Fachada - Ouro
- Prêmio Internacional Tile Brasil 2024, Categoria Fachada - Ouro [27].

## Peças Bibliográficas
Os seguintes livros contam com projetos com autoria da Caramelo Arquitetos Associados:
- OCA: Arquitetura no Brasil; Casas, vol 7. São Paulo: Victoria Books,2010.

- Arquitetura em Detalhes: ASBEA. São Paulo: J.J.Carol, 2010.[28].

- Arquitetura Brasileira; Portobello - Editora Décor

- Fachadas: ASBEA. São Paulo: J.J.Carol, 2011.

- Não Edificados: ASBEA São Paulo: J.J.Carol, 2011.

- Industry & Techlogoly Park. Editora Hi-Design International Publishing, 2013.

- A Caramelo: Rompendo Paradigmas Culturais. Sempre Editora, 2014.[29].

- Arquitetura Brasileira - 3ª edição. São Paulo:Editora Magma, 2014